# Burg Megelolf
Die Burg Megelolf, auch Burg Eglofs, Wolkenburg und Castrum Megelolues genannt, ist eine abgegangene Höhenburg auf 660 m ü. NHN in dem Ortsteil Eglofs der Gemeinde Argenbühl im Landkreis Ravensburg in Baden-Württemberg.
Die Burg wurde 1243 als „Castrum Megelolues“ und 1275 mit dem Personennamen Megelolf erwähnt. Die Burg wurde 1525 im Zuge des Bauernkriegs zerstört.